# Eyeless in Gaza
Eyeless in Gaza är en brittisk musikgrupp bildad 1980 av Martyn Bates (sång, gitarr, keyboards med mera) och  Peter Becker (keyboards, basgitarr, slagverk, melodica, sång, med mera). Gruppnamnet är taget från Aldous Huxleys roman med samma namn.
Duon har med sin experimentella blandning av influenser från postpunk, konstrock, ambient och pop uppnått en kultstatus sedan det tidiga 1980-talet. Båda medlemmarna är multiinstrumentalister och har bidragit med flera olika instrument och sång. Mycket av deras musik är resultatet av improvisationer. De var verksamma 1980–1987 och återförenades på 1990-talet.

## Historia
Eyeless in Gaza bildades i början av 1980 och på våren samma år gav de ut sin första singel "Kodak Ghosts Run Amok" på det egna skivbolaget Ambivalent Scale Recordings. Duon var mycket produktiva i början av sin karriär, redan under sitt första år hade de spelat in material till två album och framförde dessutom många låtar live som aldrig blev inspelade och utgivna. 
De fick skivkontrakt med Cherry Red Records och gav ut sitt debutalbum Photographs as Memories i februari 1981. Musiken var en slags minimalistisk postpunk, ofta med bara synthesizer, gitarr och Bates sång i korta, intensiva låtar. Uppföljaren Caught in Flux som släpptes senare samma år var delvis i samma stil men visade också på utveckling med mer introspektiva och stämningsrika låtar. Denna stil utvecklades ytterligare på albumen Pale Hands I Loved So Well (utgivet i Norge 1982) och Drumming the Beating Heart samma år. Duons musik hade på dessa album utvecklats till ett lugnare, mjukare och mer positivt uttryck, om än fortfarande med inslag av improvisationer.
Med albumet Rust Red September (1983) började de närma sig mer konventionell popmusik som hyllades av den brittiska musikpressen. Med Back from the Rains (1985), som bland annat innehåller singeln "Welcome Now" med Dave Ruffy från Aztec Camera på trummor, tog de steget fullt ut i denna riktning. Albumet blev emellertid det sista på flera år, 1987 tog de en paus och Martyn Bates inledde en solokarriär. 
Duon återförenades 1993 och har därefter givit ut en rad album.

## Diskografi
Album
- Photographs as Memories (1981)
- Caught in Flux (1981)
- Drumming the Beating Heart (1982)
- Pale Hands I Loved So Well (1982)
- Rust Red September (1983)
- Back From the Rains (1986)
- Fabulous Library (1993)
- Saw You in Reminding Pictures (1994)
- Bitter Apples (1995)
- All Under the Leaves, the Leaves of Life (1996)
- Song of the Beautiful Wanton (2000)
- Summer Salt & Subway Sun (2006)
- Answer Song & Dance (2010)
- Everyone Feels Like A Stranger (2011)
- Butterfly Attitude (2012)
- Mania Sour (2014)
- Sun Blues (2016)

Samlingsalbum
- Kodak Ghosts Run Amok-Chronological Singles, etc., 1980-86 (1987)
- Transience Blues (1990)
- Orange Ice & Wax Crayons (1992)
- Voice; The Best of Eyeless in Gaza (1993)
- Sixth Sense-The Singles Collection (2002)
- No Noise - The Very Best of Eyeless In Gaza (2005)
- Plague of Years (2010)
- Orange Ice & Wax Crayons (2012, återutgåva med delvis annat innehåll än albumet från 1992)
- Picture the Day: A Career Retrospective 1981-2016 (2016)